# Suzuki Baleno (2015)
La Suzuki Baleno è una vettura compatta prodotta dalla casa automobilistica giapponese Suzuki dal 2015. In passato, il nome "Suzuki Baleno" era già stato utilizzato in numerosi mercati per le versioni da esportazione di altri modelli della casa.

## Profilo e contesto

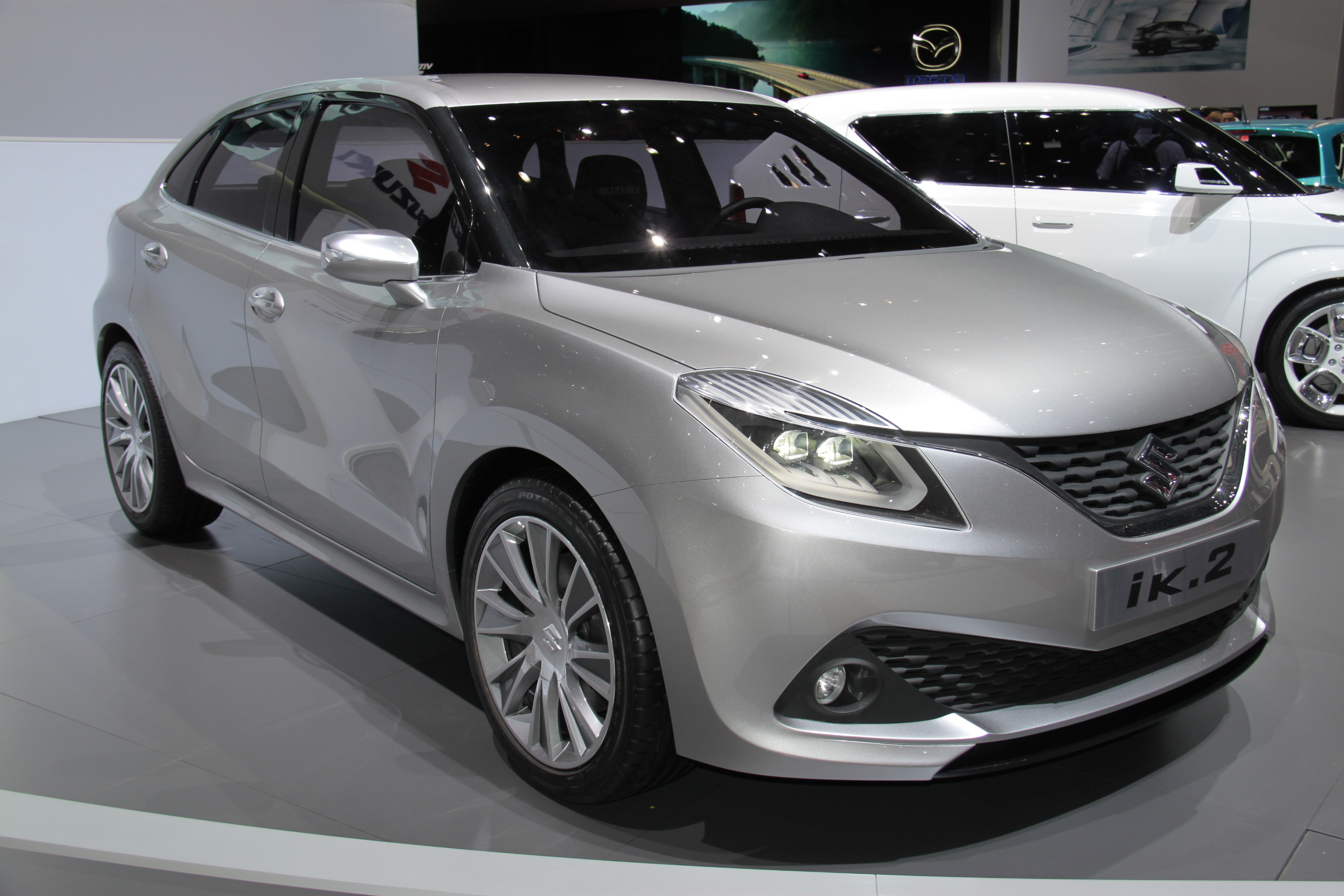
Suzuki Concept iK.2 del 2015

Il 15 settembre 2015 la Suzuki ha presentato al salone dell'automobile di Francoforte, con il lancio che è stato effettuato in India il 24 ottobre 2015, in Giappone il 9 marzo 2016 e in Europa nell'aprile 2016. La vettura è stata anticipata dal concept Suzuki iK-2, che ha portato all'esordio il nuovo pianale, poi condiviso con altri modelli della casa nipponica sotto i 4 metri di lunghezza e il nuovo corso stilistico denominato Liquid Flow.
È costruita su una piattaforma di nuova concezione chiamata Heartect e condivisa con la nuova Ignis e la sesta generazione della Swift. La gamma di motorizzazioni prevede tre versioni: un nuovo 1,0 litri Boosterjet 3 cilindri da 82 kW (111 CV) turbo a iniezione diretta di benzina, un quattro cilindri benzina Dualjet da 1,2 litri con 66 kW (90 CV) aspirato che può essere abbinato a richiesta a un sistema micro ibrido chiamato SHVS (Smart Hybrid Vehicle by Suzuki).
Come in altri casi, la vettura è stata sottoposta a un doppio crash test dell'Euro NCAP nel 2016: nella versione base ha ottenuto il punteggio di 3 stelle, salite a 4 con l'aggiunta del pacchetto di sicurezza in opzione.
Dal 2019 la Baleno non è più importata in Europa, continuando a vendere solo nei mercati asiatici.

## Restyling 2019

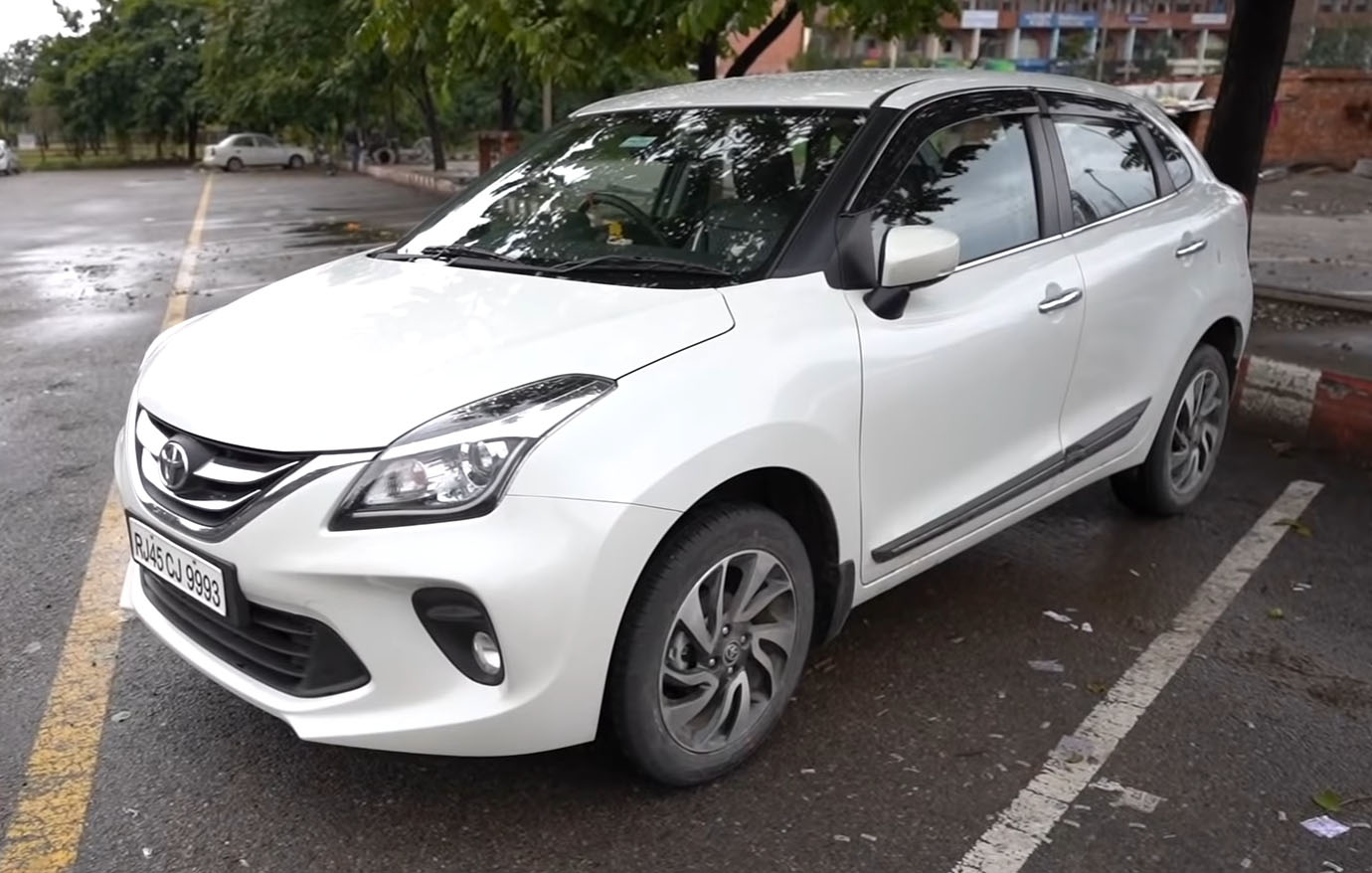
La Toyota Glanza, rebadge della Baleno restyling

Nel gennaio 2019 viene presentato sul mercato indiano un restyling che porta al debutto un nuovo frontale caratterizzato da una mascherina di dimensioni maggiorate e nuovi paraurti dal design più aerodinamico oltre ad una nuova grafica dei fanali con inediti proiettori DRL.
Anche il paraurti posteriori possiede un nuovo disegno e vengono introdotti nuovi cerchi in lega. Sul mercato indiano la gamma motori viene aggiornata con l’introduzione del 1.2 quattro cilindri K12B riomologato secondo la normativa indiana anti inquinamento BS-VI che ora eroga 83 cavalli ed è abbinato al cambio manuale a 5 rapporti o automatico CVT. A questo propulsore si affianca il nuovo 1.2 K12C Dualjet di tipo mild hybrid SHVS solo con cambio manuale a 5 rapporti che eroga 90 cavalli (unità che era già presente sul mercato europeo).
Nel giugno dello stesso anno, nell’ambito di un accordo OEM tra Suzuki e la Toyota, la Baleno sarà venduta anche a marchio Toyota sul mercato indiano ribattezzata Toyota Glanza. Le uniche modifiche riguardano il logo. Dalla fine del 2019 debutta il diesel sul mercato indiano 1.3 DDiS da 90 cavalli di origine Fiat riomologato secondo le norme BS-VI. 
In Europa il restyling non sarà importato e le vendite termineranno nel 2020.
Nel 2020 Toyota esporta la propria Baleno anche in Sud Africa dove viene venduta come Toyota Starlet.